# Helle Thomsen
Helle Thomsen (1970. november 30. –) dán kézilabdázó, edző. Jelenleg a dán válogatott szövetségi kapitánya.

## Pályafutása
Helle Thomsen játékosként a kisebb dán és norvég csapatokban játszott. Vezetőedzőként első csapata a Team Tvis Holstebro volt, ahol 2012-ig dolgozott Niels Agesen segítőjeként. Ezt követően a Midtjylland Håndbold élére nevezték ki. Itt négy évig dolgozott, miközben 2014 és 2015 között a svéd női válogatottat irányította Tomas Sivertssonnal.
A Midtjyllanddal kétszer nyert Dániában bajnoki címet és kupát. A 2013–14-es szezonban bejutott csapatával a Bajnokok Ligája négyes döntőjébe is.
2017 nyarán a román CSM București női csapatának edzője lett, de 2018. március 16-án a gyenge szereplés miatt menesztették.
2016 és 2018 között a holland válogatott szövetségi kapitánya volt. Három világversenyen irányította a csapatot, ezeken 2016-ban és 2018-ban Európa-bajnoki ezüst- és bronzérmet, 2017-ben pedig világbajnoki bronzérmet nyert. 2018 decemberében távozott posztjáról. Ezt követően a norvég Moldét irányította két évig, majd a török Kastamonu vezetőedzője lett.

## Sikerei edzőként
Midtjylland
- Dán bajnokː 2013, 2015
- Dán kupagyőztesː 2014, 2015

CSM București
- Román Szuperkupa-győztesː 2017

Holland női kézilabda-válogatott
- világbajnokság: 
  -  Bronz: 2017
- Európa-bajnokság: 
  -  Ezüst: 2016
  -  Bronz: 2018

Svéd női kézilabda-válogatott
- Európa-bajnokság: 
  -  Bronz: 2014